# Душоново
Душо́ново (рос. Душоново) — село у складі Щолковського міського округу Московської області, Росія.
Стара назва — Душеново.

## Населення
Населення — 223 особи (2010; 187 у 2002).
Національний склад (станом на 2002 рік):
- росіяни — 98 %